# Альберт Себін
Альберт Брюс Себін (вар. Сейбін. англ. Albert Bruce Sabin; 26 серпня 1906, Білосток — 3 березня 1993, Вашингтон, США) — визначний американський педіатр, інфекціоніст, імунолог, найбільш відомий розробленою ним вакциною проти поліомієліту.

## Біографія
Народився 26 серпня 1906 року в м. Білосток, який того часу входив до Російської імперії (нині Польща) в єврейській родині. У 1921 р. разом із сім'єю іммігрував до США.
Медичну освіту здобув в Нью-Йоркському університеті (в 1931 р. кваліфікація доктора). У 1934 р. (після дворічної інтернатури в одній з лікарень Нью-Йорка) спеціалізувався в області вірусології і імунології в Лондонському інституті профілактичної медицини імені Дж. Лістера. З 1935 р. Сейбін перебував в штаті Рокфеллерівського інституту медичних досліджень у Нью-Йорку.
З 1939 р. Сейбін — доктор медицини, професор педіатрії медичного коледжу університету Цинциннаті і глава відділення інфекційних хвороб дитячої клініки при цьому коледжі. У 1947 р. був також радником уряду США з питань охорони здоров'я.
Сейбін вніс важливий внесок в перемогу над поліомієлітом. У 1940 р. він довів, що поліовіруси потрапляють у людський організм через травний тракт, а не тільки через дихальні шляхи, як вважали до нього. Приступивши в 1953 р. до завершального етапу досліджень — створення вакцини проти поліомієліту — Сейбін пішов шляхом відмінним від іншого американського вірусолога Дж. Солка який до того часу вже створив свою вакцину. Сейбін вважав, що жива вакцина, яка приймається через рот, сприятиме виробленню більш тривалого і надійного імунітету.
У 1957 р., через два роки після початку широкого застосування убитої вакцини Дж. Солка, Сейбін завершив роботу над створенням власної живої вакцини. Не обмежившись успішними дослідами на мавпах, Сейбін випробував вакцину на собі, а потім на численних добровольцях. Майже стовідсоткова ефективність вакцини Сейбіна була підтверджена в Радянському Союзі, де в 1959 р. нею було вакциновано понад шість мільйонів дітей і дорослих. У 1961 р. було дозволено широке використання цієї вакцини в США, а потім і в ряді інших країн. Незабаром вона майже повсюдно прийшла на зміну вакцині Дж. Солка як більш дієва, в результаті чого поліомієліт фактично зник з медико-географічних карт більшості регіонів світу.